# Fabrizio Donato
Fabrizio Donato (* 14. August 1976 in Latina) ist ein italienischer Leichtathlet, der auf den Dreisprung spezialisiert ist.

## Karriere
Bei den Olympischen Spielen 2000 in Sydney schied er in der Qualifikation aus. Im Jahr darauf wurde er Sechster bei den Hallenweltmeisterschaften in Lissabon und gewann Gold bei den Mittelmeerspielen. 2002 wurde er jeweils Vierter bei den Halleneuropameisterschaften in Wien und bei den Europameisterschaften in München.
Bei den Weltmeisterschaften 2003 in Paris/Saint-Denis kam er ebenso wenig über die Vorrunde hinaus wie bei den Olympischen Spielen 2004 in Athen, den Europameisterschaften 2006 in Göteborg und den Weltmeisterschaften 2007 in Osaka.
2008 wurde er Vierter bei den Hallenweltmeisterschaften in Valencia, schaffte es aber bei den Olympischen Spielen in Peking erneut nicht in die zweite Runde. Seinen ersten großen internationalen Erfolg feierte er mit dem Sieg bei den Halleneuropameisterschaften 2009 in Turin. Bei den Weltmeisterschaften in Berlin dagegen scheiterte er erneut in der Qualifikation. 2010 wurde er Fünfter bei den Hallenweltmeisterschaften in Doha und Neunter bei den Europameisterschaften in Barcelona.
2011 gewann er bei den Halleneuropameisterschaften 2011 in Paris die Silbermedaille. 2012 gewann er zum ersten Mal Edelmetall im Freien, als er bei den Europameisterschaften in Helsinki Europameister mit einer Weite von 17,63 m wurde, die Weite war wegen zu starken Rückenwinds nicht bestenlistenfähig. In London sprang er bei den Olympischen Spielen 2012 in London zur Bronzemedaille. Im Jahr 2017 gewann er bei den Halleneuropameisterschaften von Belgrad eine weitere Silbermedaille und dies im Alter von vierzig Jahren.
Bislang wurde er fünfmal im Freien und zehnmal in der Halle Italienischer Meister im Dreisprung. 1999 holte er außerdem in der Halle den nationalen Titel im Weitsprung.
Fabrizio Donato ist 1,90 m groß und wiegt 83 kg. Er wird von Roberto Pericoli trainiert und startet für Fiamme Gialle. Seine Ehefrau ist die Sprinterin Patrizia Spuri.

## Persönliche Bestleistungen
- Weitsprung: 8,00 m, 24. September 2006, Busto Arsizio
  - Halle: 8,03 m, 19. Februar 2011, Ancona
- Dreisprung: 17,60 m, 7. Juni 2000, Mailand (nationaler Rekord)
  - Halle: 17,73 m, 6. März 2011, Paris (nationaler Rekord)